# Sveučilište Kyoto
Sveučilište Kyoto (jap. Kyōto daigaku) nacionalno je sveučilište u Kyotou u Japanu. To je drugo najstarije sveučilište u Japanu i bivše Carsko sveučilište. Japanska ga je vlada odabrala kao sveučilište najviše razine u okviru projekta „Top Global Universities”. Ovo sveučilište obično se svrstava među prva dva japanska, prvih deset u Aziji i trideset najboljih svjetskih institucija visokog obrazovanja, a također je i rodno mjesto poznate Kyoto škole.
Do sada, ne samo da je 5 diplomanata Sveučilišta Kyoto postalo japanskim premijerima, nego je sveučilište također poznato po obučavanju istraživača svjetske klase, uključujući 19 dobitnika Nobelove nagrade, 2 dobitnika Fieldsove medalje i jednog dobitnika Gaussove nagrade. Ima najviše nobelovaca od svih sveučilišta u Aziji.
Preteča Sveučilišta u Kyotu bila je Kemijska škola (Seimi-kyoku) osnovana u Osaki 1869. godine, gdje se unatoč nazivu, predavala i fizika. Kasnije je Treća viša škola (Daisan-kōtō-gakkō ) osnovana u Seimi kiokuu 1886., a potom je iste godine preseljena u sadašnji glavni kampus sveučilišta.
Carsko sveučilište Kyoto (Kyoto teikoku-daigaku) osnovano je kao dio sustava Carskog sveučilišta 18. lipnja 1897. koristeći zgrade Trećeg koledža. Koledž se preselio u zemljište preko puta mjesta gdje se danas nalazi „Yoshida South Campus”, te je integriran u Sveučilište Kyoto u svibnju 1949., postavši „College of Liberal Arts” u rujnu 1949. Visoka škola za znanost i tehnologiju osnovana je iste godine. Pravni i Medicinski fakultet osnovani su 1899., Visoka škola za književnost 1906., čime se sveučilišna djelatnost proširila na područja izvan prirodnih znanosti.
Nakon Drugog svjetskog rata, sadašnje Sveučilište Kyoto osnovano je spajanjem Carskog sveučilišta i Škole treće razine, koja je preuzela nastavu slobodnih umjetnosti kao Fakultet slobodnih umjetnosti (Kyōyō bu). Fakultet je ukinut osnivanjem Fakulteta integriranih humanističkih studija (Sōgō-ningen-gakubu) 1992. godine. Od 2004. Sveučilište Kyoto osnovano je kao nacionalna sveučilišna korporacija.